# Camden (Illinois)
Camden – wieś w Stanach Zjednoczonych, w stanie Illinois, w hrabstwie Schuyler.